# قائمة سفراء دولة فلسطين لدى سلطنة عمان
سفير دولة فلسطين لدى سلطنة عُمان هو ممثل دولة فلسطين الرسمي لدى سلطنة عُمان. يقع مقر السفارة الفلسطينية في مسقط. ويشغل منصب السفير حاليًا تيسير جرادات منذ عام 2018.

## قائمة السفراء
| الترتيب | رئيس البعثة الدبلوماسية | تاريخ الاعتماد الدبلوماسي | تاريخ الانتهاء | رئيس دولة فلسطين | سُلطان عُمان    | ملاحظات                |
| ------- | ----------------------- | ------------------------- | -------------- | ---------------- | ------------- | ---------------------- |
| 1       | عوني محمد حامد بطاش     | مايو 1998                 | 2005           | ياسر عرفات       | قابوس بن سعيد | عين في عام 1997        |
| 2       | لؤي محمود طه عيسى       | غ/م                       | 2014           | محمود عباس       | قابوس بن سعيد |                        |
| 3       | أحمد عباس محفوظ رمضان   | 2014                      | 2018           | محمود عباس       | قابوس بن سعيد |                        |
| 4       | تيسير علي داود جرادات   | 16 سبتمبر 2018            | لا يزال        | محمود عباس       | قابوس بن سعيد | عُين في في 1 يونيو 2018 |